# Militära grader på Kuba

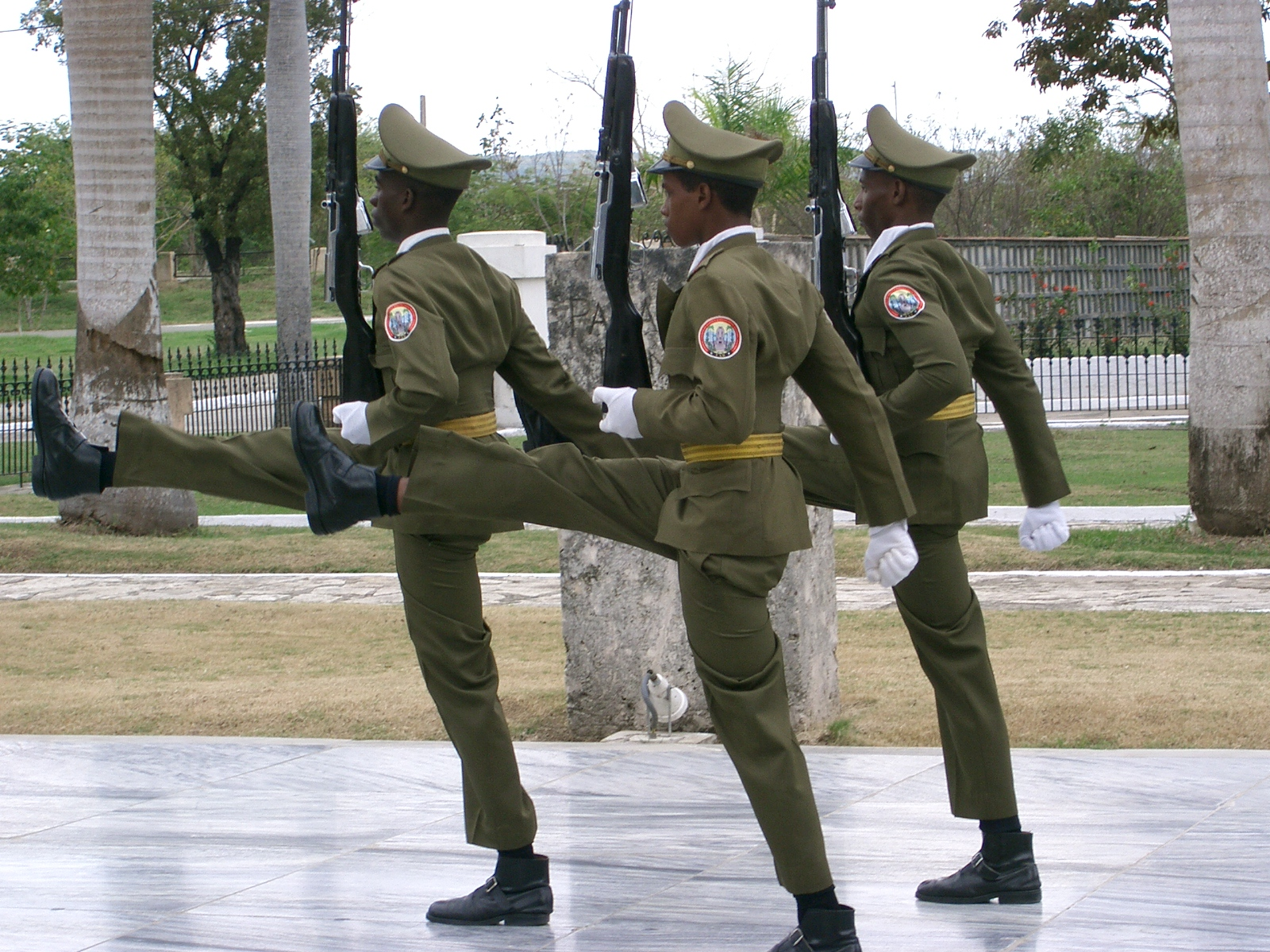
Hedersvakt från FAR

Militära grader på Kuba visar den hierarkiska ordningen i Fuerzas Armadas Revolucionarias (FAR) (den kubanska revolutionära krigsmakten), som består av markstridskrafter (Fuerzas Terrestres), sjöstridskrafter (Marina de Guerra) och flyg- och luftförsvarsstridskrafter (Fuerzas Aéreas).

## Gradbeteckningar

### Före 1999
1980-1999 användes gradbeteckningar av Sovjetarméns typ.

### Efter 1999
Källa: 